# Muzeum Regionalne w Stęszewie
Muzeum Regionalne w Stęszewie – muzeum z siedzibą w Stęszewie. Placówka jest miejską jednostką organizacyjną. Jego siedzibą jest jeden z najstarszych budynków w mieście – pochodząca z XVIII wieku kamienica podcieniowa, usytuowana przy stęszewskim rynku pod nr 8.
Muzeum zostało otwarte w listopadzie 1970 roku w 600-lecie uzyskania przez Stęszew praw miejskich. Przez pierwsze 10 lat istnienia działało jako Izba Muzealna. Pierwszym kierownikiem placówki był jej organizator, Jan Szurek, a zgromadzone zbiory liczyły ok. 200 eksponatów. 
Muzeum zajmuje trzy sale w dwóch budynkach. W ramach ekspozycji prezentowane są pamiątki historyczne, archeologiczne oraz etnograficzne, związane z rozwojem miasta oraz ziemią stęszewską. Wśród zbiorów znajdują się m.in.: dawne meble, przedmioty codziennego użytku, narzędzia rzemieślnicze oraz liczne pamiątki związane z cechami rzemiosł i organizacjami społecznymi (Bractwo Strzeleckie, Towarzystwo Gimnastyczne „Sokół”, Klub Sportowy "Lipno"). Większość zbiorów pochodzi z darów osób prywatnych.
Oprócz stałych ekspozycji placówka organizuje również wystawy czasowe, na których prezentowane są prace artystów współczesnych.
Muzeum jest obiektem całorocznym, czynnym codziennie z wyjątkiem poniedziałków. Wstęp jest płatny.